# Кујалек
Кујалек (гренл. Kommuneqarfik Kujalleq) је једна од четири општине на Гренланду, основана 1. јануара 2009. године. Захвата површину од 32.000 km² и у њој живи 7.589 становника. Налази се на крајњем југу острва, аседиште је град Какорток.